# Centro storico di Castel Goffredo

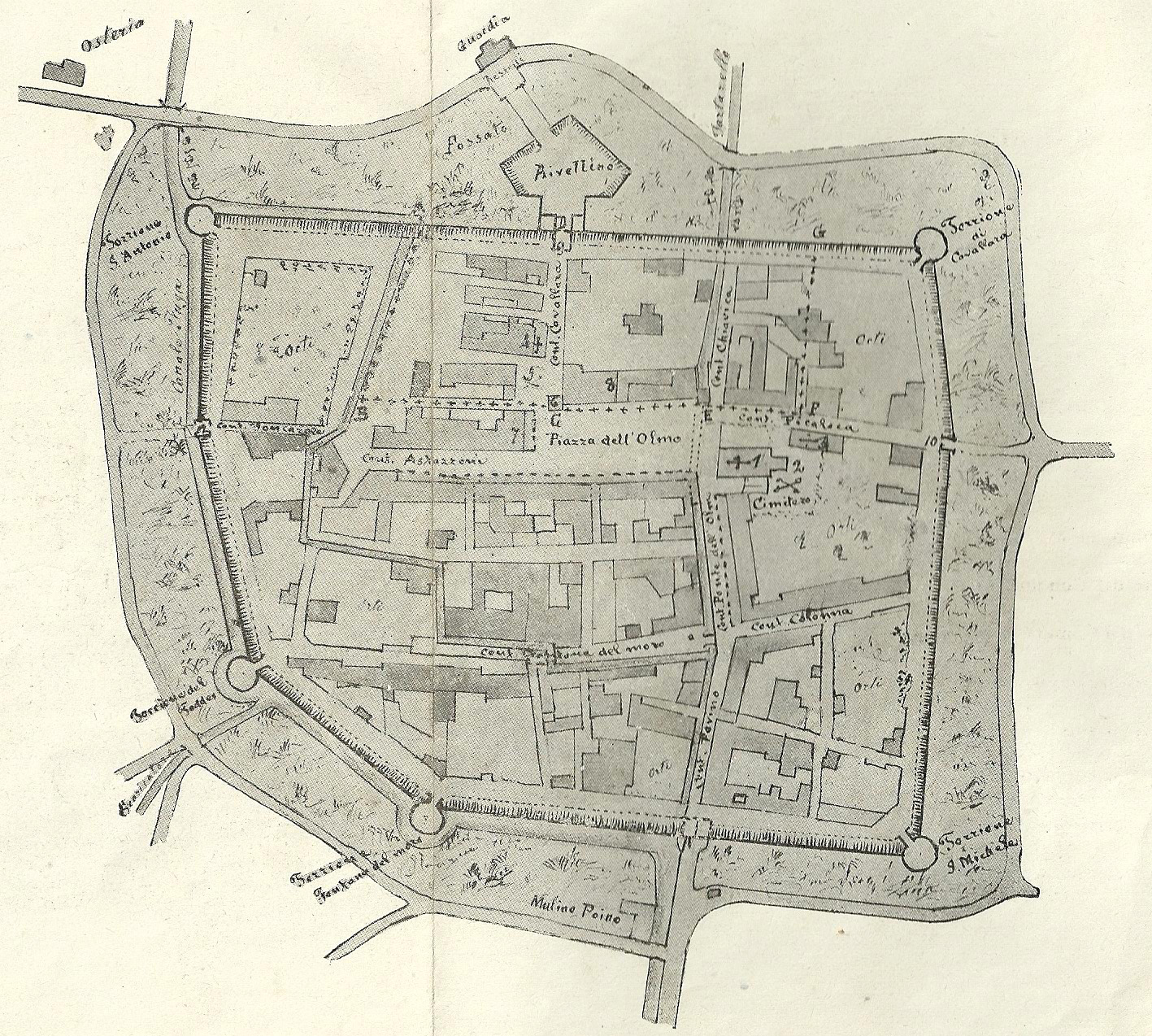
Mappa di Castel Goffredo all'inizio del Cinquecento

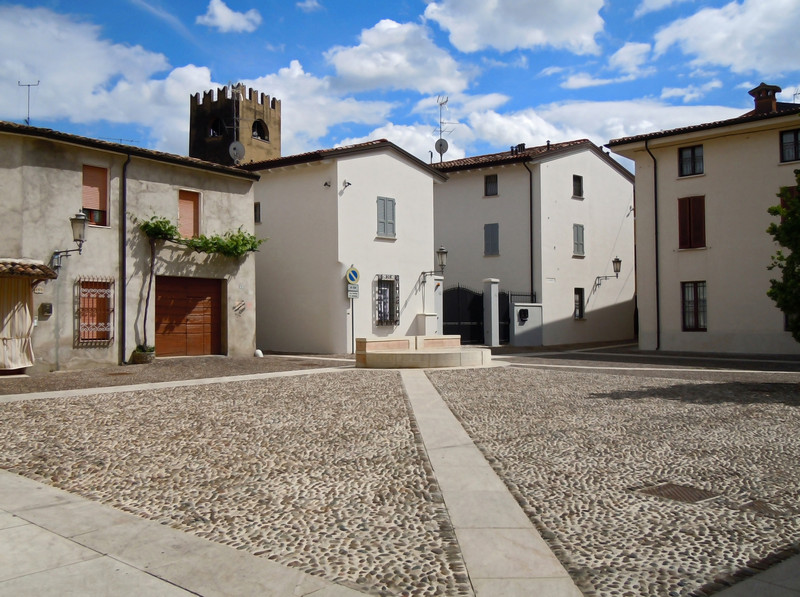
Piazza Castelvecchio

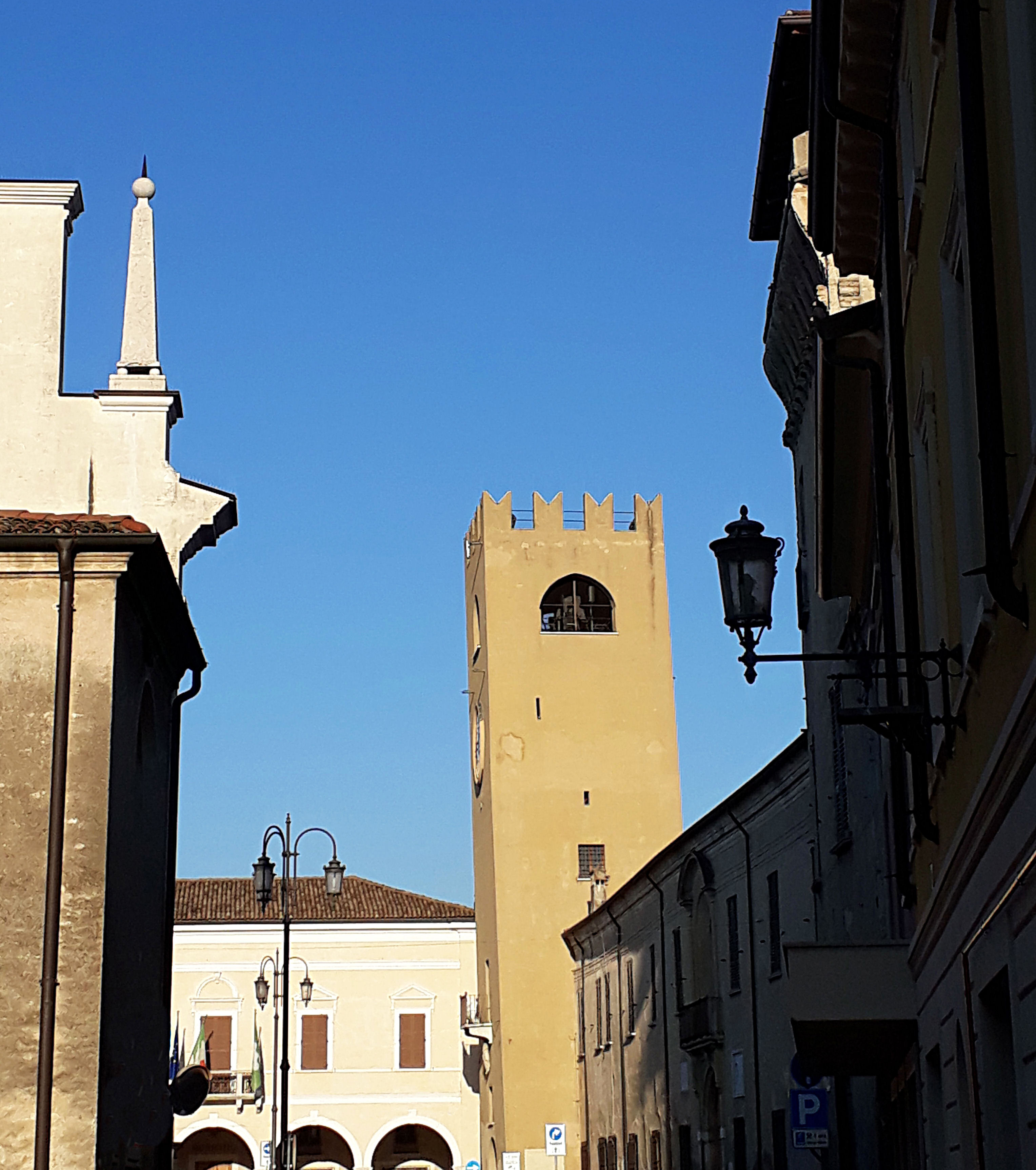
Torre civica

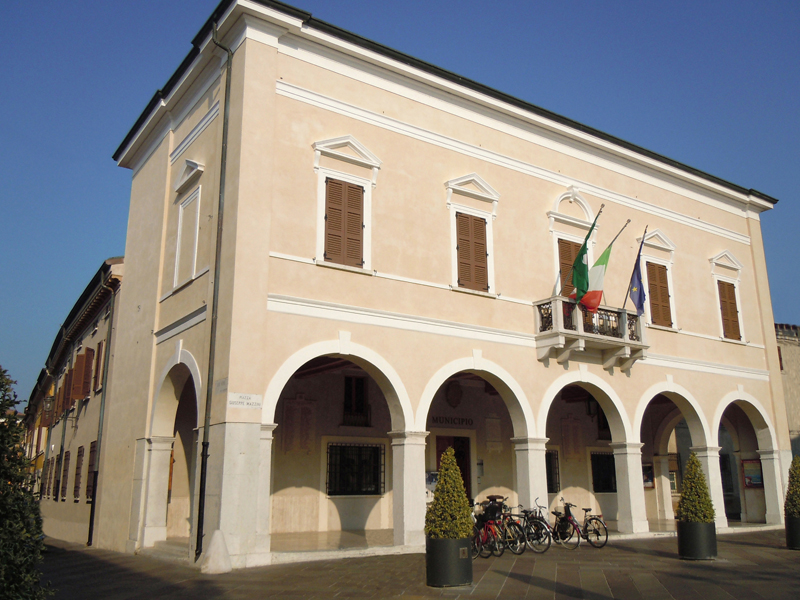
Palazzo Municipale

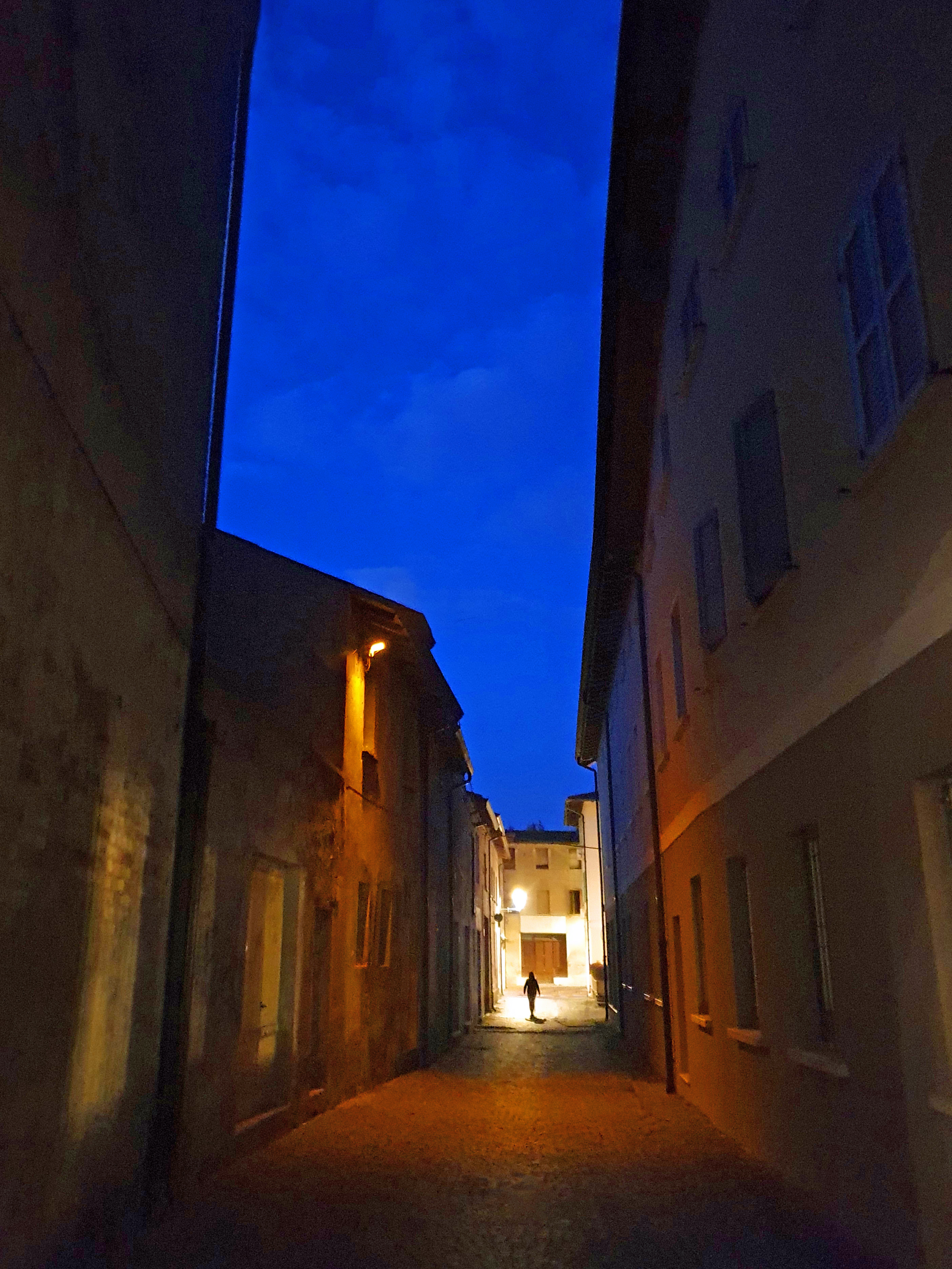
Vicolo Cannone

Il centro storico di Castel Goffredo rappresenta l'area urbana del comune italiano di Castel Goffredo, in provincia di Mantova, che corrisponde al nucleo formatosi nei secoli XI-XVI.

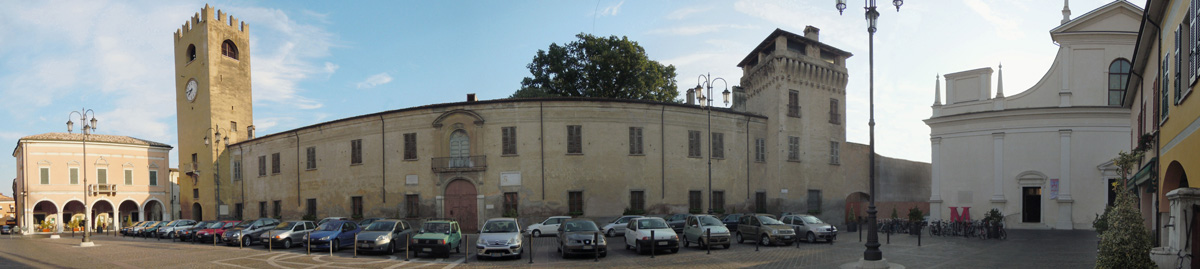
Panoramica di piazza Mazzini, lato nord

## Aspetto
Il primo nucleo fortificato, denominato Castelvecchio (Castellum vetus), si formò entro le rovine del castrum romano e sorgeva tra le attuali piazza Castelvecchio (a ovest) e vicolo Remoto (a est) ed era circondato da un fossato; l'ingresso (porta castelli veteri) era posto nella torre, in corrispondenza dell'attuale piazza Mazzini. In seguito esso venne circondato da un secondo ordine di mura, che comprendeva le attuali via IV Novembre, via Piave, via Montello, piazzale Marconi e piazzale della Vittoria.
Vi erano inoltre sette torrioni difensivi (inizi del Cinquecento), di cui uno, torrione di Sant'Antonio, si è conservato parzialmente intatto assieme a un tratto di mura gonzaghesche nel parco La Fontanella, in piazza Martiri della Liberazione. Le vie del centro storico hanno mantenuto la fisionomia medioevale ed è proprio per questa ragione che non sono mai completamente dritte, ma leggermente incurvate al fine di disorientare i nemici.
Centro spirituale-politico della città è la Piazza Mazzini con la chiesa prepositurale di Sant'Erasmo e il Palazzo Municipale.
Il centro storico di Castel Goffredo, con i suoi numerosi negozi ed attività commerciali, è da sempre un luogo d'incontro e di svago, anche per i numerosi caffè.

## Monumenti e luoghi d'interesse

### Piazze del centro storico
- Piazza Mazzini
- Piazza Gonzaga
- Piazza Castelvecchio

### Vie del centro storico
- Via Manzoni

### Chiese del centro storico
- Chiesa prepositurale di Sant'Erasmo
- Chiesa di Santa Maria del Consorzio
- Chiesa di San Giuseppe
- Chiesa dei Disciplini

### Palazzi del centro storico
- Palazzo Municipale
- Palazzo Gonzaga-Acerbi
- Palazzo Riva di Castel Goffredo
- Palazzo Negri
- Palazzo della Prevostura
- Casa del Pretore
- Casa Cappa
- Casa Prignaca

### Torri del centro storico
- Torre civica e Museo
- Torrazzo

### Musei
- MAST Castel Goffredo